# 素顔が一番!
素顔が一番!（すがおがいちばん）は、日本テレビ系列局ほかで放送された日本テレビ製作のトーク番組。製作局の日本テレビでは1993年10月2日から2005年3月26日まで放送。
後継番組は、石原良純司会のトーク番組『素顔がイイねっ!』。

## 出演者

### 司会（1993年10月 - 1996年3月）
- 不明

### 司会（1996年4月 - 1998年9月）
- 吉村明宏
- 大杉君枝（当時日本テレビアナウンサー）
- 関谷亜矢子（当時日本テレビアナウンサー、大杉の代理で出演。）

### 司会（1998年10月 - 2005年3月）
- 山本文郎（フリーアナウンサー）
- 山王丸和恵（当時日本テレビアナウンサー）
- 古市幸子（日本テレビアナウンサー） - 山王丸の産休時に代理で出演。

### ナレーター
- 槇大輔

## テーマ曲

### エンディングテーマ
- 番組オリジナルBGM（1993年 - 1998年3月）
- 愛のために僕は変わる（稲垣潤一、2000年）
- 心のフレーム（岡村孝子、2004年）

### イメージソング
- 心の翼（高橋洋子）

## 放送局
| 放送対象地域   | 放送局       | 系列                                         | 放送日時 | 備考   |
| -------------- | ------------ | -------------------------------------------- | --- | ------ |
| 関東広域圏     | 日本テレビ   | 日本テレビ系列                               | 土曜 10:00 - 10:25 （1993年10月 - 1996年3月） 土曜 10:00 - 10:30 （1996年4月 - 2005年3月）                                             | 製作局 |
| 北海道         | 札幌テレビ   | 日本テレビ系列                               | 金曜 09:55 - 10:25 |        |
| 宮城県         | ミヤギテレビ | 日本テレビ系列                               | 土曜 10:30 - 11:00 |        |
| 長野県         | テレビ信州   | 日本テレビ系列                               | 月曜 09:55 - 10:25 （時期不明） 火曜 09:55 - 10:25 （時期不明） 水曜 09:55 - 10:25 （時期不明） 木曜 09:55 - 10:25 （時期不明）        |        |
| 中京広域圏     | 中京テレビ   | 日本テレビ系列                               | 土曜 05:24 - 05:54 （1990年代 - 2001年9月） 土曜 09:55 - 10:25 （2001年10月 - 2002年3月） 土曜 05:30 - 06:00 （2002年4月 - 2005年3月） |        |
| 鳥取県・島根県 | 日本海テレビ | 日本テレビ系列                               | 木曜 09:55 - 10:25 |        |
| 高知県         | 高知放送     | 日本テレビ系列                               | 不定期放送 |        |
| 宮崎県         | テレビ宮崎   | フジテレビ系列 日本テレビ系列 テレビ朝日系列 | 火曜 11:10 - 11:40 |        |
| 沖縄県         | 琉球放送     | TBS系列                                      | 土曜 10:45 - 11:15 |        |

| 日本テレビ 土曜10:00枠             | 日本テレビ 土曜10:00枠                 | 日本テレビ 土曜10:00枠            |
| 前番組                             | 番組名                                 | 次番組                            |
| ---------------------------------- | -------------------------------------- | --------------------------------- |
| 愛ラブ・リビング （10:00 - 10:25） | 素顔が一番! （1993年10月 - 2005年3月） | 素顔がイイねっ! （10:00 - 10:30） |